# Еліас Моквана
Еліас Моквана (англ. Elias Mokwana, нар. 25 липня 1999, Амланга) — південноафриканський футболіст, нападник туніського клубу «Есперанс» та національної збірної ПАР. Виступав також на батьківщині за клуби «Платінум Сіті Роверз» та «Секхукхуне Юнайтед».

## Клубна кар'єра
Еліас Моквана розпочав виступи на футбольних полях у 2020 році в складі команди другого дивізіону ПАР «Платінум Сіті Роверз», в якій виступав до 2022 року, взявши участь у 22 матчах чемпіонату. У 2022 році Моквана перейшов до клубу найвищого дивізіону Південної Африки «Секхукхуне Юнайтед», у якому грав до 2024 року, та став гравцем основного складу команди. з 2024 року південноафриканський нападник грає в туніському клубі «Есперанс».

## Виступи за збірну
У 2024 році Еліас Моквана дебютував у складі національної збірної ПАР. Станом на початок липня 2025 року футболіст зіграв у складі збірної 8 матчів, у яких відзначився 2 забитими м'ячами.